# Ginyu-Aanvalseenheid

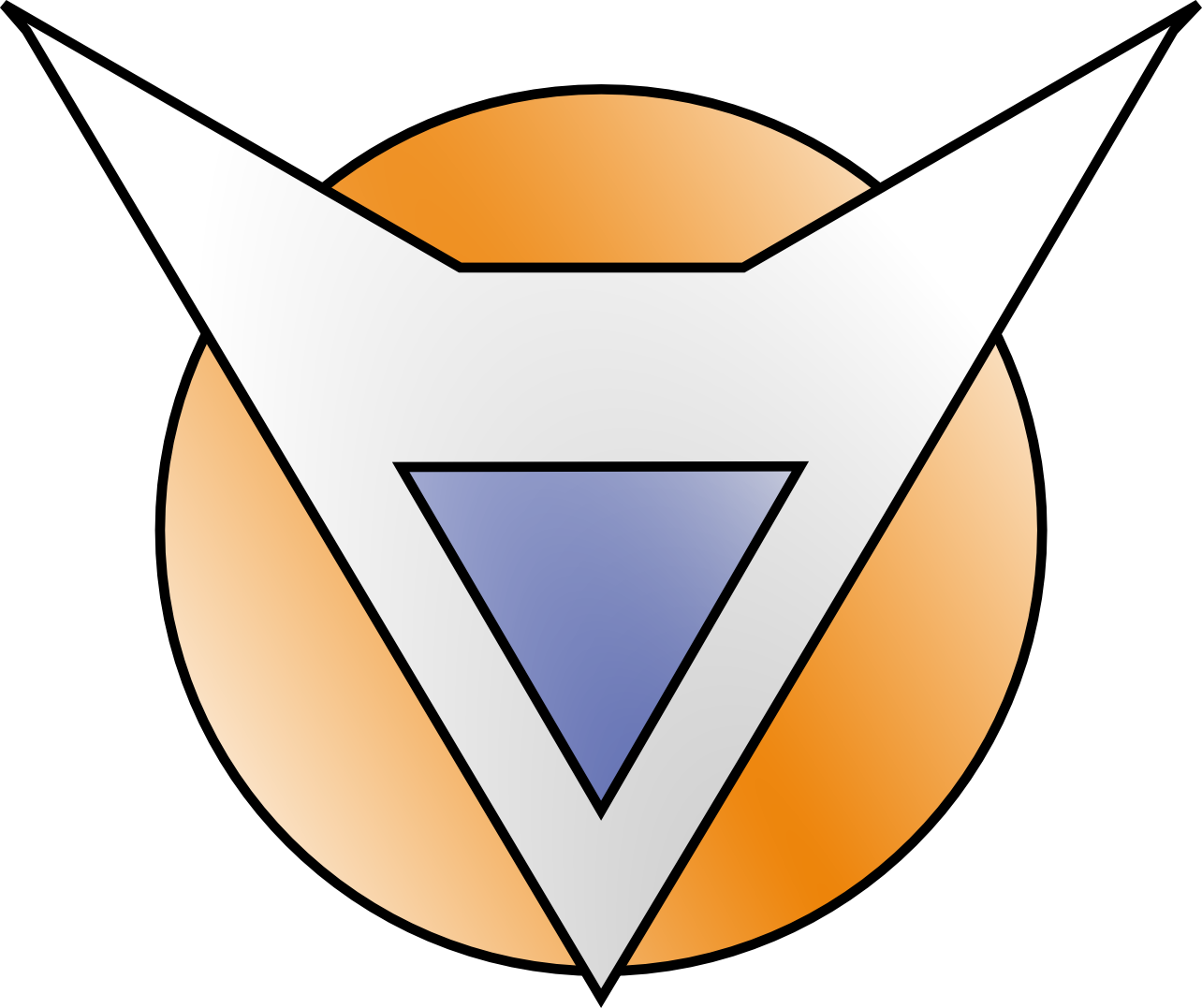
Ginyu-Aanvalseenheid

De Ginyu-Aanvalseenheid (ギニュー特戦隊, Ginyū Tokusentai, let. "Speciaal Ginyū-eskadron") is het elite-team uit de manga- en animeserie Dragon Ball/Dragon Ball Z. Het team is een huurlingen groep van Freeza Het team bestaat uit 5 wat vreemde lieden die niet allemaal even slim zijn maar allemaal wel enorm sterk zijn en samen een zeer beruchte en gevreesde vechtersgroep zijn.
Ze houden ervan om balletachtige poses aan te nemen als ze zichzelf introduceren en voordat ze vechten. Hoewel deze er zeer komisch uitzien, nemen ze de poses zeer serieus. Tussen gevechten door vinden ze het leuk om zichzelf te vermaken door allerlei spelletjes te spelen (zoals steen, papier, schaar) en weddenschappen af te sluiten.
In de groepspose staat Recoome aan de linker buitenzijde en Burter aan de rechter buitenzijde. In het midden staat Ginue, met links van hem Guldo en rechts van hem Jeice.
De Ginyu-Aanvalseenheid is een zeer sterke vechtersgroep. Het probleem is echter dat ze arrogant zijn; ze durven niet om hulp te vragen want ze denken het zelf te kunnen en willen de eer niet met een ander delen. Dit slechte karakter leidt tot het einde van de Ginyu-Aanvalseenheid.

## Leden

### Ginue
Ginue (of Ginyu) is de leider van de Ginyu-Aanvalseenheid. Hij heeft een paarse huidskleur en 2 hoorns op zijn hoofd. Ginue is een goede (doch arrogante) leider, hij weet de Ginyu-Aanvalseenheid goed onder controle te houden en weet ze goed te trainen. Hij is erg gesteld op het aannemen van poses, wat hij, ondanks dat het er zeer komisch uitziet, zéér serieus neemt.
De grootste kracht van Ginue is zijn vaardigheid om met mensen van lichaam te wisselen: zodra hij een sterkere tegenstander tegenkomt met een waardig lichaam verwondt hij zichzelf en wisselt daarna van lichaam met zijn tegenstander, waarna hij zijn verzwakte lichaam -met de geest en ziel van zijn vijand- met gemak uit de weg kan ruimen. Het is onbekend of het lichaam van hem in de serie ook echt zijn originele lichaam is.
Als Jeice terugkomt naar Ginue en vertelt over de kracht van Goku, gaat Ginue samen met Jeice naar Goku toe. Ginue slaagt erin om Goku wat rake klappen te geven, en beiden lijken erg aan elkaar gewaagd. Op een gegeven moment vuurt Jeice zijn Fire Crusher Ball op Goku af. Goku ontwijkt hem en wordt vervolgens in de houdgreep gehouden door Ginue. Maar Ginue laat hem los en wil dat Goku zijn echte kracht laat zien. Dat doet hij ook. Hij blijkt een powerlevel van 180.000 te hebben. Ginue gelooft er niets van, want hij dacht dat Freezer de enige was die sterker was dan hij. Jeice wil Freezer erbij halen, maar Ginue wil dat niet.
Vervolgens wil Goku dat Ginue en Jeice de planeet Namek verlaten, zodat ze niet hoeven te vechten. Ginue wil dat niet om zijn reputatie te behouden. Vervolgens slaat Ginue zich heel hard in zijn borst zodat hij zichzelf heel erg verwondt. Vervolgens wisselt hij met lichaam van Goku. Jeice en Ginue (in Goku's lichaam) gaan dan terug naar Freezers ruimteschip en laten Goku (in Ginue's lichaam) achter.
Als Jeice en Ginue aankomen bij Freezers ruimteschip heeft Krilin niets door. Gohan heeft echter het gevoel dat er iets mis is met 'Goku'. En dat blijkt te kloppen. Ze vechten, en als na een tijdje de echte Goku (in Ginue's lichaam) aankomt, komen ze erachter dat Ginue met Goku van lichaam heeft gewisseld. Ginue probeert nu alle kracht uit Goku's lichaam te halen, maar volgens de scouter van Jeice komt zijn powerlevel niet hoger dan 23000. Vervolgens zegt Goku dat Krilin en Gohan Ginue wel aankunnen. Als Ginue na een tijdje vechten het niet lukt om Gohan en Krilin te verslaan vraagt hij hulp aan Jeice. Maar dan stapt Vegeta tussen hen in en Jeice gaat met Vegeta vechten.
Nadat Vegeta Jeice heeft vermoord gaat hij vechten met Ginue. Ginue merkt dan dat Vegeta nóg sterker is en hij probeert met hem van lichaam te verwisselen. Maar dan springt Goku (in Ginue's lichaam) in de straal en Goku en Ginue zitten weer in hun eigen lichaam. Vegeta leeft zich dan uit op Ginue en valt hem als een bezetene aan. Ginue probeert dan weer met Vegeta van lichaam te wisselen, maar Goku gooit op het laatste moment een Namekiaanse kikker tussen de straal. Hierdoor is Ginue in het lichaam van een kikker terechtgekomen.
Later, tijdens het gevecht met Freezer, gaat Ginue (als kikker) met Bulma om. Bulma vindt de kikker erg aardig en ze ontwikkelt een apparaatje waardoor kikkers kunnen praten. Maar zodra ze het apparaatje aanzet, verwisselt Ginue meteen met lichaam van haar.
Ginue, in het lichaam van Bulma, gaat naar Gohan, Krilin en Piccolo toe. Eerst hebben ze nog niet door dat het Ginue is, maar ze komen er toch snel achter. Ginue probeert Krilin te verslaan, maar komt er spoedig achter dat hij niet sterk genoeg is in het lichaam van Bulma. Hij probeert te wisselen met het lichaam van Piccolo, maar Gohan gooit een kikker in de straal en Ginue is weer een kikker.
Later tijdens de Freezer-saga worden alle organismen van Namek naar de aarde getransporteerd (behalve Goku en Freezer). Hierbij zat hoogstwaarschijnlijk ook Ginue. Hij keert heel soms terug in latere afleveringen, waarin hij meestal achterna wordt gezeten door een vrouwelijke kikker.

### Recoome
Recoome is een sterk lid van de Ginyu-Aanvalseenheid. Hij is groot, gespierd en heeft vernietigende aanvallen. Recoome wordt gekenmerkt door oranje haar in een hanekam. Hij is het meest flamboyante lid van het Ginue-commando; hij poseert heel vaak tijdens gevechten (nog vaker dan Ginue zelf).
Nadat Guldo is vermoord gaat Recoome tegen Vegeta vechten. Vegeta laadt zich op en valt Recoome als een bezetene aan. Er ontstaat een grote rookwolk en iedereen denkt dat Recoome verslagen is. Maar zodra de wolk weg is staat Recoome daar, poserend en met nog geen schrammetje, alleen zijn pantser door de aanvallen van Vegeta verwoest.
Na een tijdje vechten wil Recoome Vegeta vermoorden met zijn Eraser Gun; maar dan valt Krilin Recoome aan en sleept Gohan Vegeta weg, zodat hij niet door de Eraser Gun geraakt wordt. Recoome schopt Krilin neer en gaat vervolgens tegen Gohan vechten. Gohan wordt heel kwaad en valt Recoome als een bezetene aan. Gohan lijkt te winnen, maar Recoome blijft de sterkere; Hij verliest slechts een deel van zijn haar en een paar van zijn tanden.
Net op het moment dat hij Krilin en Gohan wil vermoorden, komt Goku aan op de planeet Namek. Goku geneest Vegeta, Krilin en Gohan door hen een senzu bean te geven en gaat vervolgens tegen Recoome vechten. Burter meet Goku's powerlevel en zegt dat hij een powerlevel van 1000 heeft, wat dus een heel gemakkelijk gevecht voor Recoome zal worden. Recoome probeert Goku aan te vallen, maar Goku is te snel voor hem. Dan besluit Recoome zich op te laden voor zijn ultieme aanval: De Recoome Boom. Maar als hij aanvalt, raakt Goku hem vol in zijn buik en Recoome valt bewusteloos neer op de grond. Niet veel later wordt hij vermoord door een energiebal van Vegeta.
Wat later keert Recoome samen met de overige Ginue-commando-leden terug op het planeetje van Koning Kaio, waar ze het opnemen tegen Yamcha, Tien en Chiatzu. Recoome vecht met Yamcha. Recoome denkt eerst dat hij sterker is, maar toch blijkt Yamcha de sterkere en Recoome wordt naar de hel gestuurd.
Recoome is waarschijnlijk het een na sterkste lid van de Ginyu-Aanvalseenheid, aangezien hij de meeste schade heeft aangericht aan de Z-vechters en omdat hij het heel lang uithoudt tegen hen. Dit is echter niet zeker, omdat we niet zo vaak Jeice en Burter zien vechten.
Van alle leden van de Ginyu-Aanvalseenheid komt Recoome het meest in beeld. Hij is ook het lid dat zich altijd als eerste voorstelt in de introductie van de Ginyu-Aanvalseenheid. Hij keert ook nog een keertje terug in Dragonball GT, als alle slechteriken uit de hel ontsnappen.
Recoome beheerst de volgende gevechtstechnieken:
- Recoome Eraser gun (een vernietigende orale straal afkomstig uit Recoome's mond)
- Recoome Buster magnum (een straal afkomstig uit Recoome's hand met een grote ontploffing tot gevolg)
- Recoome Kick (een vecht-combo gevolgd door een sterke schop in de maag van de tegenstander)
- Recoome Boom (Recoome's sterkste aanval, veel is niet bekend over deze techniek maar er wordt aangenomen dat er een gigantische ontploffing plaats heeft rond Recoome)

### Guldo
Guldo is het kleinste en zwakste lid van het de Ginyu-Aanvalseenheid. Hij heeft een groene huidskleur en vier ogen: twee aan de voorkant en twee aan de zijkant van zijn hoofd, hij is dan ook het enige lid van de Ginyu-Aanvalseenheid die geen scouter draagt.
Hij is niet echt sterk, maar hij kan wel vijanden verlammen en hij heeft de vaardigheid om de tijd stil te zetten door zijn adem in te houden.
Nadat Ginue met de gestolen Dragonballs teruggaat naar Freezer moeten de leden van de Ginyu-Aanvalseenheid uitmaken wie er als eerste gaat vechten met Gohan, Krilin en Vegeta. Guldo vecht als eerste van de Ginyu-Aanvalseenheid tegen Gohan en Krilin. Hij lijkt het gevecht in het begin te verliezen maar ontsnapt steeds omdat hij de tijd stil kan zetten.
Op een bepaald moment in het gevecht maakt hij gebruik van een speciale techniek waarmee hij Krilin en Gohan vastzet in de lucht. Net op het moment dat hij ze wil vermoorden komt Vegeta ertussen. Met een klap vermoordt hij Guldo en stuurt hem naar een andere dimensie. Vegeta bleek nog een oude ruzie te moeten oplossen met Guldo en heeft dat bij deze gedaan.
Guldo vecht later nog op het planeetje van Koning Kaio tegen Chiaotzu. Ook dit keer wordt hij met gemak verslagen. Hij is dan het laatste lid van de Ginyu-Aanvalseenheid dat wordt verslagen en naar de HFIL (Home For Infinite Losers) gestuurd.

### Jeice
Jeice (of Jheese) is een niet al te groot ventje met een rode huidskleur en lang wit haar. Hij heeft een Brits accent en is erg gesteld op zijn uiterlijk (daardoor vecht hij ook vrij weinig). Hoewel hij zich vaak stoer gedraagt, is hij - als hij er alleen voor staat - het bangste lid. Jeice is een van de sterkere leden van de Ginyu-Aanvalseenheid. Hij werkt meestal samen met zijn vriend Burter, waarmee hij samen enkele vernietigende aanvallen kan uitvoeren, zoals de "Hurricane" en de "Purple Comet Attack". Zelf kent Jeice de "Fire Crusher Ball Attack", een aanval waarbij een grote vuurbal wordt afgevuurd.
Terwijl Recoome heel sterk en Burter heel snel is, is Jeice een meer uitgebalanceerde vechter, die zowel snel als sterk is.
Nadat Recoome en Burter zijn verslagen door Goku vlucht Jeice naar Ginue voor hulp. Ginue is woedend op Jeice en vanaf dat moment gaat hij heel wreed met hem om. Ginue slaagt erin om Goku wat rake klappen te geven, maar toch blijkt Goku de sterkere. Jeice biedt tijdens dit gevecht vaak zijn hulp aan, maar Ginue wijst het steeds af en op een gegeven moment wil hij bijna Jeice vermoorden met een van zijn aanvallen.
Als Ginue met Goku van lichaam heeft gewisseld en tegen Gohan en Krilin vecht, vraagt hij aan Jeice of hij zijn kracht wil meten. Het blijkt dat Ginue niet alle kracht uit Goku's lichaam kan halen, want zijn powerlevel raakt niet hoger dan 25.100. Na een tijdje vechten vraagt Ginue toch nog hulp aan Jeice. Maar dan bemoeit Vegeta zich ermee, die tegen Jeice gaat vechten. Na verslagen te zijn door Vegeta, wordt Jeice door hem vermoord.
Hij keert na zijn dood nog terug op het planeetje van Koning Kaio, waar hij samen met Burter tegen Tien vecht. Ook dit keer wordt hij met gemak verslagen.

### Burter
Burter is het langste lid van de Ginyu-Aanvalseenheid. Hij heeft een blauwe huidskleur. Burter gaat veel met Jeice om, waarmee hij vele vernietigende aanvallen kan uitvoeren. Burter zegt zelf dat hij het snelste wezen in het universum is. Hij is inderdaad erg snel, aangezien hij met gemak een Dragonball vangt die Vegeta weggooit (waarmee Vegeta probeerde te voorkomen dat alle Dragonballs in de handen van Freezer terechtkwamen).
Als Goku op Namek aankomt en Recoome verslaat, gaat Burter een gevecht met Goku aan. Burter komt er dan achter dat Goku veel sneller is dan hij, want het lukt hem niet één keer om Goku te raken. Dit tot grote ergernis van Burter. Zelfs als Jeice met Burter meevecht lukt het hem niet om Goku te raken. Vervolgens vraagt Burter wie Goku is. Goku zegt dan dat hij een Saiyan is. Burter gelooft er niets van. Hij heeft met honderden saiyans gevochten, waarvan er niet één sneller was dan hij. Nadat Goku genoeg heeft gedold met Jeice en Burter besluit hij nu maar eens echt aan te vallen. Hij schopt vanuit het niets Burter uit de lucht en slaat hem vervolgens naar de grond, waarna hij hem opvangt met zijn vuist.
Goku wil Burter en Jeice laten leven, maar Vegeta maakt ze af en Burter wordt verbannen naar het dodenrijk. Daar vecht Burter samen met Jeice tegen Tien op de planeet van Koning Kaio. Beiden worden met gemak verslagen door Tien.
Van alle Ginyu-Aanvalseenheid-leden vecht Burter het minst. En als hij vecht, doet hij het bijna altijd met Jeice.

### Namen
De namen van de leden zijn in het Japans benaming voor diverse zuivelproducten.
Zo is "Ginyu" Japans voor "melk". "Recoome" voor "room" en "Jeice" voor "kaas".

## Dragon Ball Z
Ze komen in actie in de tekenfilmserie Dragon Ball Z wanneer Freezer het onderspit dreigt te delven tegen Vegeta, nadat die Zarbon en Dodoria had verslagen. Dit alles vindt plaats op Planeet Namek. De Ginyu-Aanvalseenheid komt met veel poeha binnen, ze kennen allerlei lichamelijke bewegingen en composities om zich voor te stellen.
In de tekenfilm blijft uiteindelijk alleen de Ginue over. Hij is tijdens een gevecht veranderd in een kikker en zal zijn leven ook als één gaan slijten op planeet Aarde. De andere hielden het lang vol en leken soms bijna Vegeta en de andere te verslaan maar uiteindelijk werden zij verbannen naar het dodenrijk.
Als kikker wisselt Ginue ook nog met het lichaam van Bulma. Als hij voor meer kracht met het lichaam van Piccolo wil wisselen, gooit Gohan een kikker voor de aanval en is Ginue weer een kikker.
Recoome, Burter, Jeice en Guldo komen na hun dood op het planeetje van Koning Kaio terecht en ze proberen deze over te nemen (dit gebeurt tijdens het gevecht met Goku tegen Freezer). Ze nemen het op tegen Yamcha, Tien en Chiaotzu. Ze lijken eerst sterker dan Yamcha, Tien en Chiaotzu, maar worden toch met gemak verslagen en naar de hel gestuurd.
Later worden alle organismen van Namek - met uitzondering van Goku en Freezer - naar de aarde getransporteerd, en dus ook Ginue. Daar wordt hij de koning van de vijver.
Veel later, in de aflevering Warriors Of The Dead, veroorzaken Freezer, King Cold, Cell en het Ginue-commando onheil in de hel omdat ze graag terug willen. Goku en Paikuhan gaan ernaartoe. Als eerste valt de Ginyu-Aanvalseenheid aan, die met gemak wordt verslagen door Goku, Paikuhan hakt Freezer, King Cold en Cell in de pan en alle slechteriken verdwijnen achter slot en grendel.
In aflevering 265 keert de Ginyu-Aanvalseenheid nog een keer terug. Alle 'inwoners' van de hel hebben een televisie en hierop kijken ze naar het gevecht tussen Goku en Kid Buu. Alle slechteriken moedigen Kid Buu aan, terwijl tovenaar en creator Babidi de enige is die voor Goku juicht, omdat hij Buu ondankbaar vond, en door hem verraden is en werd gedood.

## Dragon Ball GT
In de Super 17 Saga worden de poorten van de hel geopend, en keren alle slechteriken (die verslagen zijn door de Z-vechters) terug. Als dit op de televisie wordt gemeld worden er ook beelden bij vertoond van alle slechteriken. Hierbij kan je Recoome en Guldo zien (Jeice en Burter zijn niet zichtbaar).